# Lespezi
Lespezi je obec v župě Iași v Rumunsku. Žije zde přibližně 4 700 obyvatel. Součástí obce je i pět okolních vesnic.

## Části obce
- Lespezi – 798 obyvatel
- Buda – 921 obyvatel
- Bursuc-Deal – 519 obyvatel
- Bursuc-Vale – 123 obyvatel
- Dumbrava – 663 obyvatel
- Heci – 1 677 obyvatel